# 櫛田村 (三重県)
櫛田村（くしだむら）は三重県飯南郡にあった村。現在の松阪市の北東部、櫛田川の下流左岸、近鉄山田線・櫛田駅の周辺にあたる。
廃止直前の町域は松阪市に囲まれていた。

## 地理
- 河川：櫛田川

## 歴史
- 1889年（明治22年）4月1日 - 町村制の施行により、飯野郡豊原村・櫛田村・清水村・菅生村・上七見村の区域をもって櫛田村が発足。
- 1896年（明治29年）4月1日 - 所属郡が飯南郡に変更。
- 1908年（明治41年）4月1日 - 飯南郡神山村の一部（大字山添・安楽・山下）を編入。
- 1957年（昭和32年）10月1日 - 松阪市に編入。同日櫛田村廃止。

## 交通

### 鉄道路線
- 近畿日本鉄道
  - 山田線：櫛田駅
- 参宮急行電鉄（現・近畿日本鉄道）
  - 伊勢線（1942年廃止）：上櫛田駅

上記のほか、日本国有鉄道の参宮線（現・紀勢本線）が通過したが、駅は所在しなかった。